# Шенар, Пол
Пол Шенар (англ. Paul Shenar, при рождении Альберт Пол Шенар; 12 февраля 1936, Милуоки — 11 октября 1989, Уэст-Голливуд) — американский актёр. Наиболее известен по роли Алехандро Сосы в культовом кинофильме Брайана Де Пальмы «Лицо со шрамом».

## Биография
Родился 12 февраля 1936 года в Милуоки, штат Висконсин. В семье преобладали турецкие и еврейские корни.
После окончания школы Шенар вступил в ряды Военно-воздушных сил США. Вскоре актёр начал работать в местном театре.
Первый успех пришёл к актёру после того, как он исполнил роль Орсона Уэллса в телефильме «Ночь, которая взбудоражила Америку».
В 1983 году сыграл боливийца Алехандро Сосу в культовом кинофильме Брайана Де Пальмы «Лицо со шрамом».
Скончался 11 октября 1989 года в Уэст-Голливуде, штат Калифорния, от осложнений, вызванных СПИДом..

## Личная жизнь
Шенар был гомосексуалом, состоял в романтических отношениях с британским актёром Джереми Бреттом в 1970-х (как сообщается, роман длился с 1973 по 1978 год). После того, как пара рассталась, они оставались близкими друзьями до смерти Шенара в 1989 году.

## Фильмография
| Год       |    | Русское название                   | Оригинальное название               | Роль              |
| --------- | -- | ---------------------------------- | ----------------------------------- | ----------------- |
| 1967—1975 | с  | Мэнникс                            | Mannix                              | Сэндс             |
| 1968—1980 | с  | Отдел 5-О                          | Hawaii Five-O                       | Чедвик            |
| 1971—2003 | с  | Коломбо                            | Columbo                             | сержант Лу Янг    |
| 1972      | ф  | Сирано де Бержерак                 | Cyrano de Bergerac                  | Де Гьюч           |
| 1973—1978 | с  | Коджак                             | Kojak                               | Артур Харрис      |
| 1974      | ф  | Казнь рядового Словика             | The Execution of Private Slovik     | Кроуфорд          |
| 1974—1976 | с  | Петроцелли                         | Petrocelli                          | Арчи ЛаСелль      |
| 1975      | ф  | Ночь, которая взбудоражила Америку | The Night That Panicked America     | Орсон Уэллс       |
| 1975—1979 | с  | Чудо-женщина                       | Wonder Woman                        | Уэртц             |
| 1976—1978 | с  | Бионическая женщина                | The Bionic Woman                    | доктор Алан Кори  |
| 1976—1980 | с  | Семья                              | Family                              | Боб Гантри        |
| 1977      | ф  | Корни                              | Roots                               | Джон Каррингтон   |
| 1977—1978 | с  | Бегство Логана                     | Logan's Run                         | Дэвид Икинс       |
| 1978      | ф  | Внезапная любовь                   | Suddenly, Love                      | Джек Грэм         |
| 1979—1984 | с  | Супруги Харт                       | Hart to Hart                        | Майкл Шиллингфорд |
| 1980      | ф  | Земля предков                      | Beulah Land                         | Роско Корлэй      |
| 1981—1989 | с  | Династия                           | Dynasty                             | Джейсон Деннер    |
| 1982      | мф | Секрет крыс                        | The Secret of NIMH                  | Дженнер, озвучка  |
| 1983      | ф  | Смертельная сила                   | Deadly Force                        | Джошуа Адамс      |
| 1983—1987 | с  | Пугало и миссис Кинг               | Scarecrow and Mrs. King             | Джеймс Делано     |
| 1983      | ф  | Лицо со шрамом                     | Scarface                            | Алехандро Соса    |
| 1984      | ф  | Бумажные куклы                     | Paper Dolls                         | Джонатан Уэстфилд |
| 1985—1988 | с  | Спенсер                            | Spencer: For Hire                   | Мэттью Лоуингтон  |
| 1985      | ф  | Улицы правосудия                   | Streets of Justice                  | Дж. Эллиотт Слоан |
| 1986      | ф  | Любовник из снов                   | Dream Lover                         | Бен Гарднер       |
| 1986      | ф  | Без компромиссов                   | Raw Deal                            | Пауло Росса       |
| 1986      | ф  | Ярость ангелов 2                   | Rage of Angels: The Story Continues | Джерри Ворт       |
| 1986      | ф  | Окно спальни                       | The Bedroom Window                  | Колин Вентворт    |
| 1987      | ф  | Смерть телохранителя               | Man on Fire                         | Этторе            |
| 1987      | ф  | Бестселлер                         | Best Seller                         | Дэвид Мэдлок      |
| 1988      | ф  | Голубая бездна                     | Le grand bleu                       | доктор Лоуренс    |